# Aleksandrowo (Doliwy)
Aleksandrowo – część wsi Doliwy położona w Polsce, w województwie podlaskim, w powiecie kolneńskim, w gminie Przytuły.

## Historia
W latach 1921–1939 wieś leżała w województwie białostockim, w powiecie kolneńskim (od 1932 w powiecie łomżyńskim), w gminie Przytuły.
Według Powszechnego Spisu Ludności z 1921 roku zamieszkiwało tu 157 osób w 27 budynkach mieszkalnych. Miejscowość należała do miejscowej parafii rzymskokatolickiej w m. Przytuły. Podlegała pod Sąd Grodzki w Stawiskach i Okręgowy w Łomży; właściwy urząd pocztowy mieścił się w m. Jedwabne.